# Cladognathus
Sous-genre
Cladognathus est un sous-genre d'insectes coléoptères de la famille des Lucanidae, de la sous-famille des Lucaninae et du genre Prosopocoilus.

## Systématique
Le sous-genre Cladognathus a été créé en 1847 par le zoologiste argentin d'origine prussienne Hermann Burmeister (1807-1892).

## Liste des espèces
Selon BioLib (6 août 2022) :
- Prosopocoilus confucius (Hope, 1842)
- Prosopocoilus girafa (Olivier, 1789)
- Prosopocoilus tangianus (Didier & Séguy, 1953)